# 伊藤正司
伊藤 正司（いとう しょうじ、1966年5月24日 - ）は、群馬県出身のオートレース選手（20期）。伊勢崎オートレース場所属。呼名は「MRガンノスケ/キシンドウ/リノリコ」
趣味はスポーツ観戦。高橋貢に次ぐ人気選手で、後輩からの人望も厚い。息子は伊勢崎オートレース場所属の伊藤正真（33期）。弟子は伊勢崎オートレース場所属の松本やすし（32期）

## 選手データ
- プロフィール
  - 選手登録:1987年7月1日
  - 身長:169.3cm
  - 体重:57.9kg
  - 血液型:O型
  - 星座:双子座
  - 趣味:スポーツ観戦

- 戦歴
  - 通算優勝回数:36回
  - グレードレース（SG,GI,GII）優勝回数、全国区レース優勝回数、SG優勝回数:1回

- 受賞歴
  - 最優秀新鋭選手賞:1回

## 略歴
- 1998年 SG第11回全日本選抜オートレース（川口オートレース場）優勝
- 2003年 第5回サッポロビールスターカップ争奪戦優勝・第24回群馬中央バス杯争奪戦優勝
- 2004年12月14日 第13回日刊スポーツ杯争奪戦優勝
- 2005年10月27日 第25回報知杯争奪戦優勝